# Македонска живописна школа
Македонската иконописка школа е византийска художествена школа от XIII - XIV век с център в Солун.
В този период, при отслабваща централна власт в Константинопол, Солун се издига като важен център на гръцката култура, в който разцъфтяват и светските изкуства и православната християнска култура. През 1347 г. солунски архиепископ става просветителят Григорий Палама († 1359).
При тези условия се развива иконописна школа, която се отличава с реализма на фигурите и с добре описания вътрешен мир и преживявания на изобразените персонажи. Повишено внимание се отделя на композициите от задния плана, на изобразяваните пейзажи.
Главен представител на тази школа е Мануил Панселин, чиито работи определят посоката на развитие на школата.
Основна част от информацията за тази школа идва от книгата „Ръководство на живописеца“, написана в края на XVIII век от монаха-живописец Дионисий Фурноаграфиот. Според него Мануил Панселин е автор на фреските в църквата Протатон, външната църква на манастира Ватопед, главните църкви на манастира „Пантократор“ и Великата Лавра, а също така и на икони и други изображения в манастирите на Света гора.